# Красная нива (журнал)
«Красная нива» — советский литературно-художественный иллюстрированный тонкий журнал, приложение к газете «Известия». Создан по образцу дореволюционной «Нивы». Выходил в 1923—1931 годах.
В 1923 в редакцию входили Ю. М. Стеклов (до 1926) и А. В. Луначарский (до 1930), в 1924 добавился И. М. Касаткин (до 1926). В 1925 состав редакции был укрупнён, в неё вошли В. Н. Лазарев (до 1926), Н. С. Ашукин (до 1929), Я. А. Тугендхольд (до 1928), И. И. Скворцов-Степанов (до 1928). Позже в составе редакции были в разное время Вяч. Полонский (1926—1930), С. Б. Ингулов, А. Г. Малышкин, М. А. Савельев, В. И. Соловьёв, И. М. Гронский, В. Осинский, В. Е. Варзар, М. Чарный, К. С. Еремеев (1929—1931).
В журнале были опубликованы «Блистающий мир» А. Грина, «Изобретатели идитола» С. Боброва, «Записки Д`Аршиака» Л. Гроссмана, отрывки из романов Л. Леонова «Соть», А. Весёлого «Гуляй, Волга», рассказы Б. Пильняка, М. Пришвина, Вяч. Шишкова, Вс. Иванова, И. Соколова-Микитова, Н. Зарудина, А. Платонова, стихи В. Маяковского, Э. Багрицкого[уточнить], А. Ширяевца, П. Орешина, С. Есенина, П. Радимова. В основном это были авторы «Перевала» или «новокрестьянского» направления.
В качестве художника-иллюстратора с журналом сотрудничал А. В. Каплун.
В 1930—1931 годах у журнала возникли трудности из-за недостатка бумаги и интенсивной борьбы РАППа с «полонщиной». С 1930 журнал стал выходить три раза в месяц, а в декабре 1931 года закрыт.